# Erica Hahn
Erica Hahn – fikcyjna bohaterka serialu Chirurdzy, stacji ABC, odgrywana przez Brooke Smith, a stworzona przez Shondę Rhimes.

## Opis postaci
Po raz pierwszy dr Hahn pojawia się w serialu w drugim sezonie. Występuje również epizodycznie w trzecim sezonie, by dołączyć na stałe do ekipy Seattle Grace Hospital w czwartej serii. Erica jest kardiochirurgiem i jest określana jako pracoholiczka. Na studiach rywalizowała z Prestonem Burkiem. Także w dorosłym życiu prowadziła "walkę" o serce do przeszczepu z Burkiem (ostatecznie wziął je Preston dla Denny'ego Duquette'a). Hahn jest bardzo ostra i surowa dla swojej najlepszej rezydentki – Cristiny Yang. Konsekwentnie odrzuca adoracje Marka Sloana. Jest znana z tego, że oddziela życie prywatne od zawodowego.  Pod koniec czwartego sezonu Erica orientuje się, że jest lesbijką i wiąże się z Calliope Torres. Jednak wkrótce po rozpoczęciu piątego sezonu panie kłócą się i Hahn odchodzi ze szpitala.